# Hebbata, Srinivaspur
Hebbata là một làng thuộc tehsil Srinivaspur, huyện Kolar, bang Karnataka, Ấn Độ.